# Штайнц (округ)
Штайнц (нем. Bezirk Stainz) — бывший политический округ в Австрии. Округ располагался в федеральной земле Штирия. Дата образования: 20.02.1850 г. Территория округа в 1850 году составила 132 527,7222 га. Население — 60 896 чел. в 1846 году. Плотность населения — 45,95 чел./км2. Землеобеспеченность с учётом внутренних вод — 21 763 м2/чел. Административный центр округа — Штайнц.

## Состав округа
В состав политического округа Штайнц входили 195 кадастровых общин (нем. Katastralgemeinde), сгруппированных в 141 приходе (ортсгемайнде) (нем. Ortsgemeinde), в том числе: 38 общин в судебном округе Ландсберг (нем. Landsberg), 65 (60) общин в судебном округе Фойтсберг (нем. Voitsberg) и 38 (43) общин(ы) в судебном округе Штайнц (нем. Stainz).

## История
В результате революции 1848 года в Австрийской империи, которая была направлена в первую очередь против монархического абсолютизма, было также создание новых административных органов, а именно Bezirkshauptmannschaften, во главе с окружными капитанами. Бывшее Герцогство Штирия имперским разрешением от 27 июня 1849 года с 20 февраля 1850 года было разделено на три крайса (нем. Kreis): Брукк (нем. Kreis Bruck), Грац (нем. Kreis Gratz) и Марбург (нем. Kreis Marburg) с подразделением в общей сложности на 19 политических округов.
Округ Штайнц (нем. Bezirk Stainz) был одним из семи политических округов в крайсе Грац герцогства Штирия. Округ охватывал территорию судебных округов Ландсберг (нем. Landsberg), Фойтсберг (нем. Voitsberg) и Штайнц (нем. Stainz). В настоящее время это политические округа Дойчландсберг и Фойтсберг. Этот первый Bezirkshauptmannschaften вскоре, в 1854 году, был распущен. Сам политический округ просуществовал с 1850 по 1854 г. с административным центром (штаб-квартирой) в Штайнце (нем. Stainz).